# GIRLS (SOPHIAのアルバム)
『GIRLS』（ガールズ）は、日本のロックバンドSOPHIAの2枚目のアルバム（ミニ・アルバム）。

## 概要
- 本作品は1995年11月1日にトイズファクトリーよりリリースされた。全5曲収録。
- 『BOYS』とペアとなり、2枚を組み合わると初期のベスト・アルバムと言える。
- 初回盤はピクチャーレーベル仕様ミニ写真集付き。
- 初回盤には、本作初回盤と『BOYS』初回盤の両方を購入者を対象とした、『Believe 〜Live version〜』（非売品8cmCD）の全員プレゼント応募券がついていた。

## 収録曲
| 全作詞: 松岡充、全編曲: SOPHIA。 |                          |           |          |      |
| #                                | タイトル                 | 作詞      | 作曲     | 時間 |
| 1.                               | 「時代〜トキ〜」         | 松岡充    | 豊田和貴 | 3:41 |
| 2.                               | 「STILL」                | 松岡充    | 都啓一   | 4:52 |
| 3.                               | 「Voice of generation」  | 松岡充    | 松岡充   | 4:06 |
| 4.                               | 「MY SELF」              | 松岡充    | 松岡充   | 4:57 |
| 5.                               | 「もしも君が迷ったなら」 | 松岡充    | 豊田和貴 | 7:04 |
| 合計時間:                        | 合計時間:                | 合計時間: | 24:40    |      |